# 毡的
毡的（Jend），是穆斯林地理學家描述的十一至十二世紀的中亞大城市，位置在哈薩克斯坦的克孜勒奧爾達附近。咸海這時期也被稱為毡的海。
它在13世被蒙古人摧毀，現在是一個腐朽的村莊。
這城市也是塞爾柱家族發跡地。